# تاته رشید
تاته رشید، روستایی از توابع بخش مرکزی شهرستان دهگلان در استان کردستان ایران است.

## جمعیت
این روستا در دهستان قوری چای قرار دارد و براساس سرشماری مرکز آمار ایران در سال ۱۳۸۵، جمعیت آن ۲۶۴ نفر (۵۸خانوار) بوده‌است.